# Lancaster (Texas)
Lancaster és una població dels Estats Units a l'estat de Texas. Segons el cens del 2000 tenia 25.894 habitants.

## Demografia
Segons el cens del 2000, Lancaster tenia 25.894 habitants, 9.182 habitatges, i 6.895 famílies. La densitat de població era de 341,3 habitants/km².
Dels 9.182 habitatges en un 40,6% hi vivien nens de menys de 18 anys, en un 49,4% hi vivien parelles casades, en un 20,8% dones solteres, i en un 24,9% no eren unitats familiars. En el 21,3% dels habitatges hi vivien persones soles el 6,3% de les quals corresponia a persones de 65 anys o més que vivien soles. El nombre mitjà de persones vivint en cada habitatge era de 2,77 i el nombre mitjà de persones que vivien en cada família era de 3,22.
Per edats la població es repartia de la següent manera: un 30,5% tenia menys de 18 anys, un 8,6% entre 18 i 24, un 32,3% entre 25 i 44, un 19,6% de 45 a 60 i un 9% 65 anys o més.
L'edat mediana era de 32 anys. Per cada 100 dones de 18 o més anys hi havia 80,9 homes.
La renda mediana per habitatge era de 43.773$ i la renda mediana per família de 48.498$. Els homes tenien una renda mediana de 33.406$ mentre que les dones 30.653$. La renda per capita de la població era de 18.731$. Aproximadament el 6,1% de les famílies i el 8,1% de la població estaven per davall del llindar de pobresa.

## Poblacions més properes
El següent diagrama mostra les poblacions més properes.